# 台灣民眾黨
台灣民眾黨（英語：Taiwan People's Party，縮寫），簡稱民眾黨，中華民國政黨，於2019年由柯文哲等人成立。黨名啟發於蔣渭水、林獻堂等人於1927年創立之臺灣民眾黨，為目前臺灣最具影響力的第三勢力政黨之一。
成立隔年即在第十屆立法委員選舉獲得158萬餘票，取得5席全國不分區立委並成立立法院黨團。2022年九合一選舉中當選新竹市和金門縣首長及14席議員；2024年在第十一屆立法委員選舉中取得8席立法委員，在泛藍政黨中國國民黨和泛綠政黨民主進步黨皆未取得過半席次狀況下，成為國會第三大黨。

## 歷史

### 前身

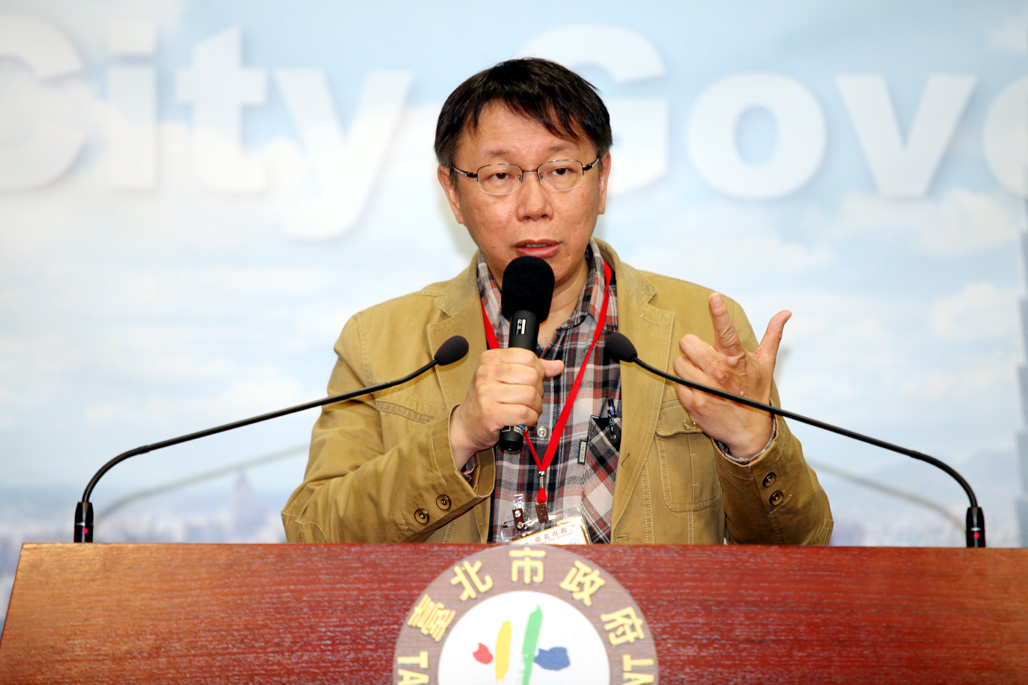
無黨籍臺北市市長柯文哲是民眾黨創立的核心人物

民眾黨創黨主席柯文哲原為醫學教授、臺大醫院醫師，2006年因專業背景在媒體曝光而知名，在2011年支持民進黨籍總統候選人蔡英文。2014年九合一選舉，民進黨在比對民調後禮讓柯文哲代表在野聯盟參選臺北市市長。柯文哲當選後與其市府團隊被外界稱為「白色力量」。
2018年九合一選舉之際，許多參選人想找柯文哲站台爭取曝光度，柯文哲發行「柯P認同卡」，表示將支持認同其16項政治理念並簽署的候選人。包含民國黨、親民黨、時代力量及無黨籍等非藍綠兩大陣營候選人。當時共49名簽署，加上3名未簽但表態支持的候選人，然而僅5人當選，且只有少數簽署人日後與民眾黨合作或加入，被認為是失敗的組織戰。最終，柯文哲主打「超越藍綠」、強調「改變成真 持續發生」，獨立參選並以微小差距成功連任臺北市市長。

### 創立政黨
部分媒體認為，柯文哲需要組黨最關鍵的理由，就是帶領台灣脫離統獨爭議、藍綠二分法的政治生態。組黨的急迫性，也在於政治突圍藍綠夾殺。回歸以民為本的民主政治，以全面執政為目標。2019年7月，當時蔡英文韓國瑜競選總統，柯文哲認為要想出不一樣的選法。部分媒體認為有意籌組新政黨，作為參選總統的基礎。8月1日，柯文哲召開記者會向外界說明組黨理念：「以臺灣為名、以民眾為本，我們希望臺灣就是我們，我們就是民眾」，黨名「台灣民眾黨」，中英文分别簡稱為「民眾黨」、「TPP」。
2019年8月6日，民眾黨在臺大醫院國際會議中心舉行創黨成立大會，創黨黨員總計111人。其政黨主要精神：「喚醒台灣人的政治覺醒、改變台灣的政治文化責任」，柯文哲被推舉為黨主席。8月23日，經內政部審核通過。9月11日，黨徽評選為「眾」字，由許智偉設計。9月15日，民眾黨官網於晚上9時上線，開放申請入黨。9月18日，民眾黨政治獻金專戶啟用。9月至11月，陸續公布2020年區域立委與不分區立委候選人名單。12月11日，競選歌曲《Restart》公布。

### 政黨發展

#### 黨務發展
柯文哲時為臺北市市長，尚須專注市政，無暇黨務。2020年8月，邀請前移民署長謝立功（原國民黨籍）接任民眾黨秘書長，協助黨內調和鼎鼐。7月開始，各縣市陸續成立黨部。12月，首度舉行黨代表選舉，透過線上票選選出100位民眾黨代表。由於前任黨主席柯文哲捲入政治事件請辭黨主席，故黨中央依照黨規進行補選事宜，並有黃國昌與蔡壁如兩人登記參選。2025年2月15日，台灣民眾黨黨主席補選結果出爐，確定由黃國昌勝選。

#### 立院發展

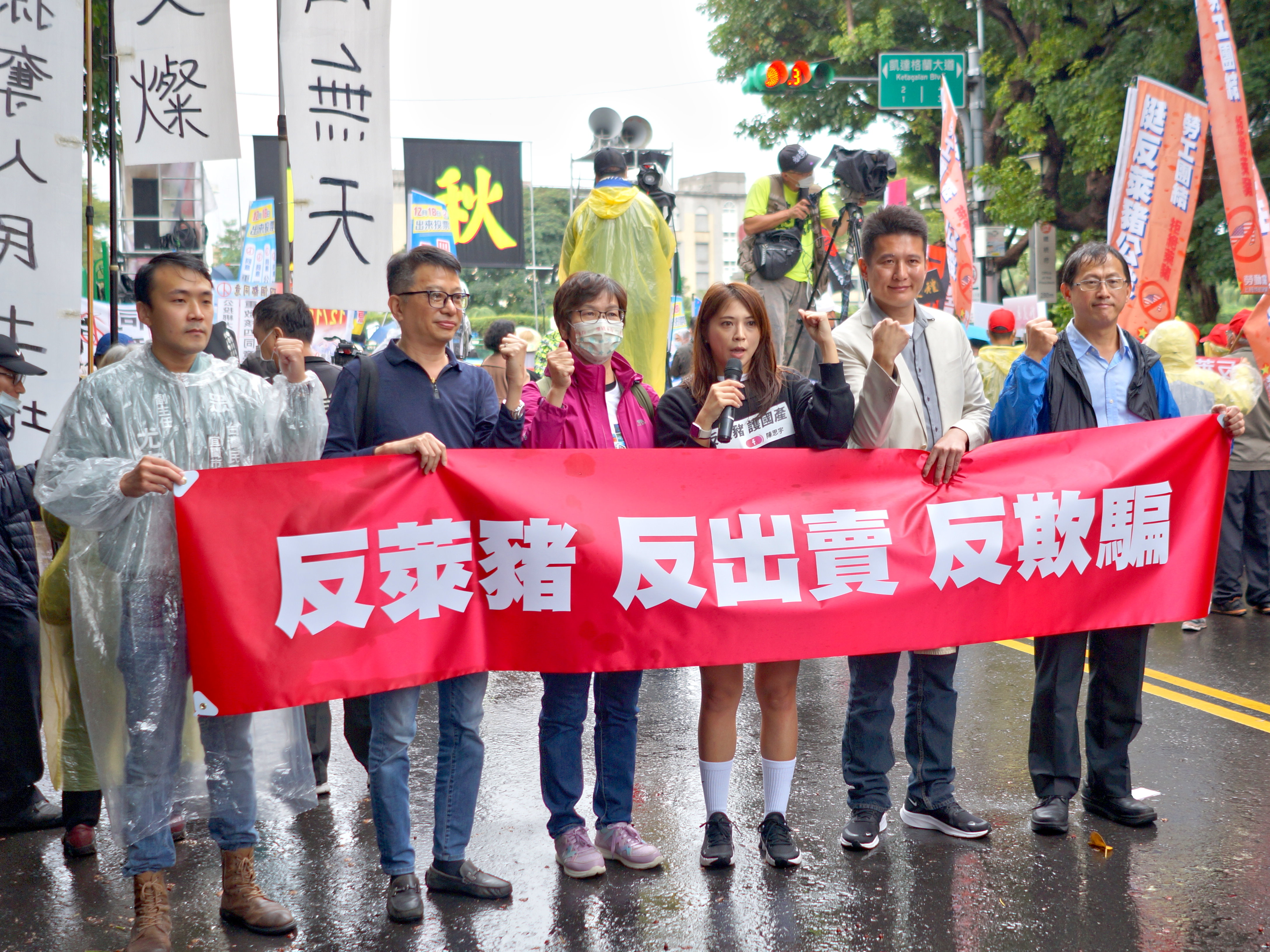
2021年12月，民眾黨立委蔡壁如與黨團副主任陳思宇參與反萊豬公投遊行。

台灣民眾黨在第十屆立委選舉取得立法院不分區5席，可成立黨團，且超越時代力量成為立院第三大黨，柯文哲勉勵為未來執政建立基礎。當時民進黨團在立法院席次過半，立委蔡壁如、總召賴香伶尋求組成「在野大聯盟」，但沒有成功。
賴香伶擔任黨團第一至二期黨團總召、邱臣遠擔任第三至八期黨團總召（也是民眾黨首度當選委員會召委的立委），與立委張其祿、高虹安、蔡壁如等五人先後被公督盟評為優質立委，部分被口袋國會評別過五星、四星好評。2022年5月2日黨團成立「防疫服務小組」，提供民眾所需的防疫知識及疫情最新動態，而且率先要求蔡英文政府公布「3+11」會議記錄。10月至12月，蔡壁如因為論文涉抄襲事件辭去立委職務，高虹安當選市長解除立委職務，由吳欣盈跟陳琬惠遞補席次。

#### 地方發展

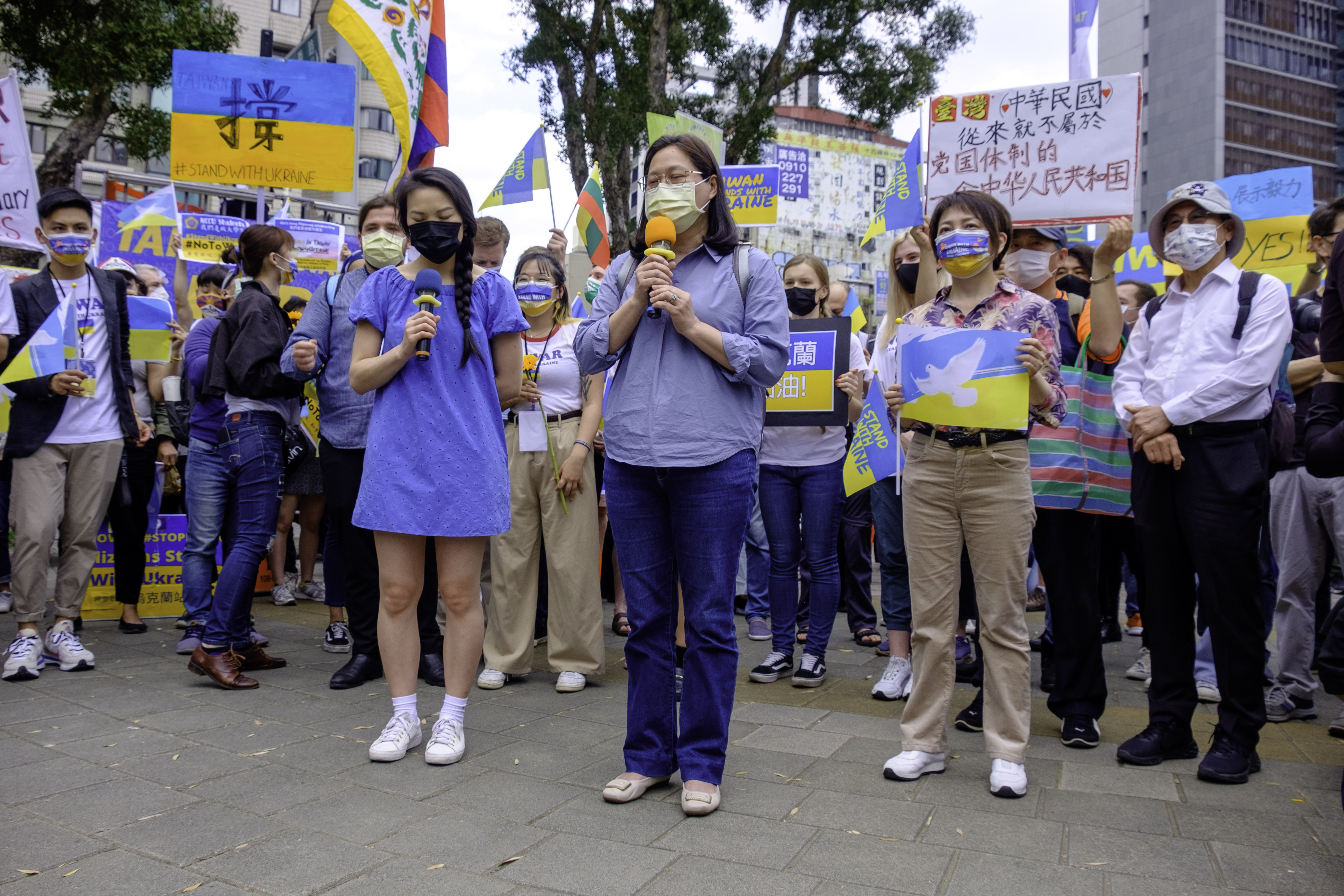
2022年3月，民眾黨立委副總召賴香伶參與聲援烏克蘭遊行，反對俄國入侵烏克蘭。

2020年6月國民黨高雄市長韓國瑜被罷免成功，8月補選，吳益政代表民眾黨（保留親民黨籍）參選，但敗給民進黨陳其邁與國民黨李眉蓁，得票率4.06％。2021年12月26日，花蓮縣秀林鄉鄉代會11名鄉民代表中有5名加入民眾黨，依規定成立「秀林鄉代會黨團」，此為民眾黨第一個亦是2022年九合一選舉前唯一的地方黨團。
2022年九合一選舉，柯文哲接班人台北市長候選人黃珊珊（無黨籍名義）落選，桃園賴香伶、宜蘭陳琬惠全軍覆沒。然而高虹安獲藍白選民支持當選新竹市市長，台北市也有4席議員當選，可成立台北市議員黨團。全台灣合計14位議員當選。無黨籍當選的金門縣縣長陳福海於2023年4月稱，早在選舉前已經加入民眾黨，民衆黨首度插旗離島，在地方執政縣市增加一席。

#### 參選總統

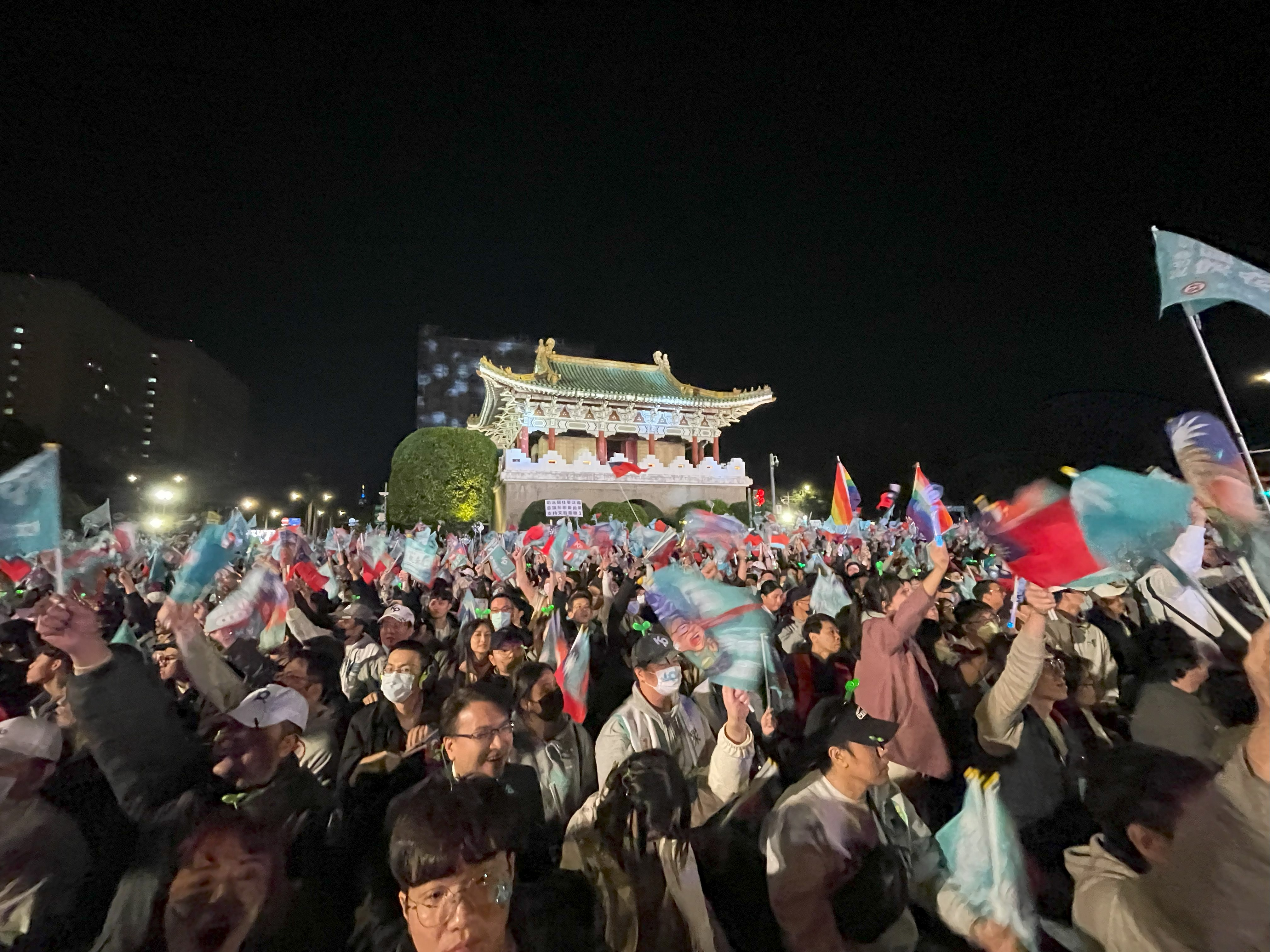
2024年1月，總統候選人柯文哲選前之夜的凱道造勢，地點景福門。

2022年12月25日柯文哲卸任臺北市長，專注整頓黨務。2023年1月3日，前北市府涉外事務總監周台竹接任民眾黨秘書長。14日召開第二屆第一次黨員代表大會。4月3日，召開選舉決策委員會，提出恢復立院閣揆同意權、總統到立法院備詢等政見，競選口號為「聯合政府，團結台灣」、「台灣自主，兩岸和平」，總統參選人柯文哲分別於4月及10月率團訪美。7月20日，民眾黨籍立委吳欣盈受歐洲議會邀請參與公聽會，探討台歐貿易投資。7月16日，柯文哲與民眾黨立院黨團參與黃國昌、陳之漢發起的716大遊行活動，支持司法正義、居住正義。
8月30日，民調顯示民進黨總統參選人賴清德處於領先。柯文哲需要跟國民黨主席朱立倫及參選人侯友宜藍白合作以及獨立參選人郭台銘合作，「團結可團結的力量」。早在5月，柯文哲認為兩黨政策分歧，需要討論細節。10月至11月多次討論，在立委選舉的部分議題達成共識，總統候選人選仍有分歧。國民黨希望侯柯配，郭台銘希望郭柯配。柯朱二人討論許多方案，在前總統馬英九見證下採內參民調對比。由於民調解釋出現爭議，藍白最終在君悅會談破局。同月前時代力量黨主席黃國昌退出時力並加入民眾黨，獲提名為該黨不分區立法委員候選人。
2024年總統選舉，柯文哲以369萬票落選，但民眾黨在全國不分區及僑居國外國民立法委員選舉區獲得304萬餘票而獲配8席立法委員，成為立法院關鍵少數。

#### 國會改革

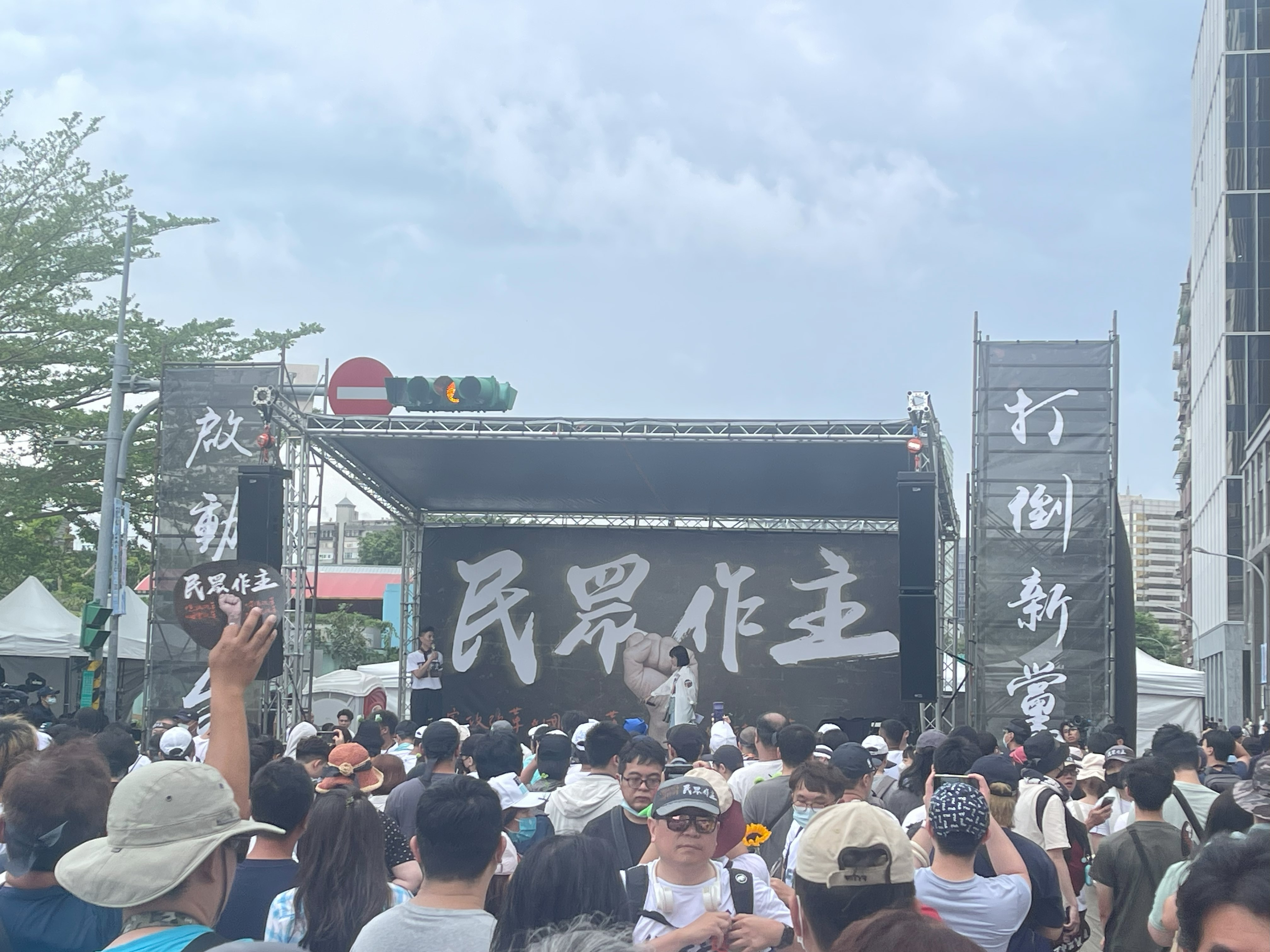
2024年5月，草根決心行動集會，要求賴清德總統與民進黨落實過去承諾的政見。

立院部分，方針為主動提出法案及政策主張，重心放在推動改革法案。黃國昌任民眾黨團總召，與黨內8席立委推出國會九大領域優先法案與增列法案。2月底，與國民黨團建立溝通管道，黃珊珊與洪孟楷負責聯繫。3月中，將卸任的民進黨籍總統蔡英文與柯文哲會晤，希望合推勞保年金改革、提升國防預算等法案，而賴清德上任總統後未有後續溝通。4月至5月，立法院發生多次爭議與表決大戰，在國會改革五法遇到更大阻礙，仍於5月28日三讀通過。7月30日陳昭姿與民進黨范雲擔任IPAC台灣會員共同主席。
黨務部分，民眾黨主張「扮演忠誠在野黨的角色」。核三廠一號機於7月底除役，4月27日舉辦《台灣能源發展路徑與轉型論壇》討論用電問題。5月19日草根決心行動遊行，監督民進黨與隔日上任的總統賴清德確實實踐政見。

#### 拓展地方
地方部分，重點佈防地方陸戰。2024年2月新任秘書長周榆修投入組織和陸戰，推動議員及里長培訓。2月21日調整組織加強對地方、青年的連結，以及輿論應對。4月，麥寮鄉補選主打全黨挺林宜豊但競選失敗。同月底，啟動第三代計畫，培養青年成員接棒如黃瀞瑩、陳世軒等人。5週年黨慶在高雄，宣示要深耕中南部。

### 陷入爭議

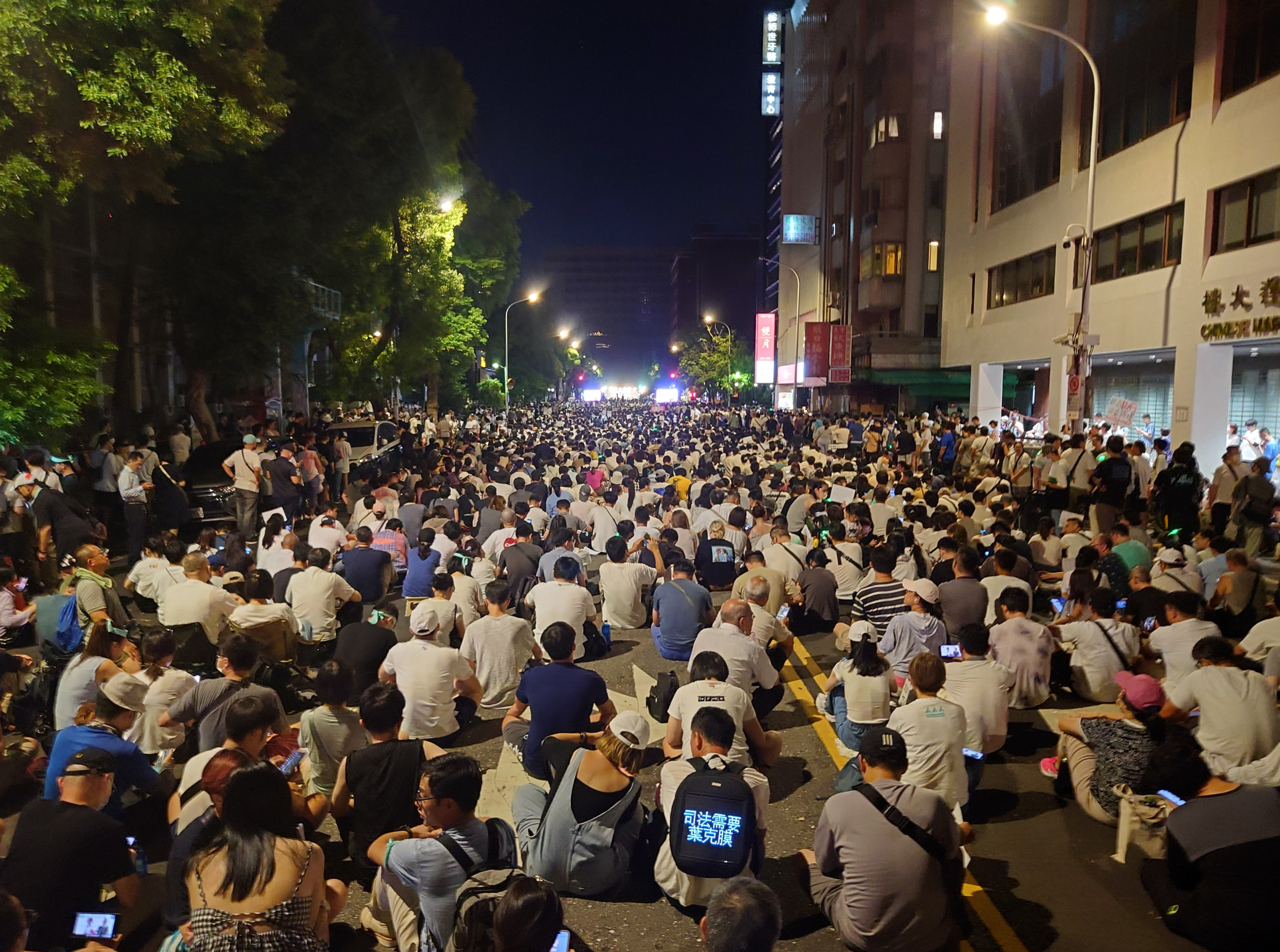
柯文哲遭羈押後民眾黨於立法院群賢樓旁濟南路舉辦集會，呼籲「司法與程序正義」

2024年7月起，民眾黨爆發多項爭議與醜聞，包含時任新竹市長高虹安因貪汙遭判刑停職後宣布退黨；黨主席柯文哲遭指控向監察院申報的總統選舉政治獻金與實情不符，並與多間公司間有不當連結。黨中央暫停其競選總幹事黃珊珊黨權三年。柯文哲台北市長任內涉及弊案如京華城案、市場改建案等一一浮現。柯文哲因政治獻金案請假3個月自請調查，不久後即因京華城案被羈押。部分藍營與民眾黨認為京華城案中檢調、部分媒體與執政黨及政治人物處理方式出現爭議。柯文哲不抗告，並請檢方窮盡一切調查義務，會盡力配合，唯逮捕後多次拒絕應訊。9月8日起，民眾黨號召集會，要求司法正義、程序正義，並在全台各地宣講。
日本學者小笠原欣幸認為柯文哲挑戰兩黨制失敗。8月底民調分析民眾黨支持者流失，但9月中民調林濁水認為民眾黨鐵粉潰散卻增生力軍。
2024年12月柯文哲遞交黨主席辭職聲明給秘書長周榆修，但未獲黨內接受。柯文哲交保後，2025年1月1日親自招開擴大中央委員會議，會議中正式請辭並讓時任立委黃國昌代理。後於2月15日舉行黨主席補選，代理主席黃國昌擊敗前立委蔡壁如勝選，19日就任黨主席。

## 政治理念

黨徽的設計理念：「歷史由眾人去貢獻，由眾人去承擔，最後也由後世的眾人來共同記憶」。

- 核心理念：「以台灣為名，以民眾為本，共融社會，國家治理」[160]
  - 以台灣整體利益及民眾最大福祉為優先[160]。
- 決策三原則：「民意、專業、價值」，作為政府應秉持的施政準則[160]：
  - 民意為政治落實在生活的每一天，台灣需要解決問題的方案，而不是情緒發洩與意識形態的對立[160]。尊重、傾聽每一個不同立場的聲音[160]。
  - 專業為政策的制定應尊重專業，以理性、務實、科學、數據、邏輯、客觀為依據，提出可理解、可說服且可信任的政策觀點[160]。
  - 價值為普世價值：民主、自由、多元、開放、法治、人權、關懷弱勢、永續經營等在台灣的具體實現[17][18][52][160]。
- 從政守則：「清廉、勤政、愛鄉土」[160]
  - 政治為人民所共有，人民有平等的權利來參與政治，不受限於黨派、意識型態、性別、族群、階級等[17][160]。
  - 落實開放政府、全民參與及公開透明（英语：transparency (behavior)）的運作方式，用以服務國家及社會[17][160]。
- 遵守中華民國的憲政體制[160]：
  - 內政上強化國家治理以興利除弊[16][17]。
  - 對外關係上則採取務實路線以爭取台灣最大之生存空間，確保主體性[16][17][19]。
- 總結：可用「理性、務實、科學」、「民意、專業、價值」、「執行力」貫穿。
  - 「希望台灣，因為有民眾黨，可以變得更好[161]」

### 國防外交議題
- 主張「台灣自主、兩岸和平」[162]，維持現有的民主、自由政治制度與生活方式[163]。贊成九六共識，國民決定自己的國家元首[164]。
- 兩岸關係以五個互相與對岸互動：「互相認識、互相了解、互相尊重、互相合作」到「互相諒解」[165][163]，並以「可以合作的時候合作，須要競爭的時候競爭，必須對抗的時候還是要對抗」為原則[166]。
- 國防自主，國防預算提升至GDP的3%[167]。強化軍事訓練「備戰而不畏戰，能戰而不求戰」[168]。完善兵役改革，志願役主、義務役副（役期一年）[169][170]。
- 外交多元，援外透明務實，強化城市外交[171]。建立美日台三邊安全對話平台，穩定台歐貿易[171]。兩岸經貿需法制化、正常化[172]。積極加入CPTTP跟RCEP等區域組織[173]。

## 政治立場

### 政治光譜與意識型態
台灣民眾黨主張擺脫意識形態，理性務實科學執政，在台灣統獨兩極的傳統政治上較難被歸類。
民眾黨接近「當代自由主義」，對於社會福利方面相當著重。其黨派之政治理念以尊重現有體制為原則，用較溫和的方式著手改革，以施政效益為最終導向。前黨主席柯文哲主張「公民民族主义」，即民族的基礎在於人們共同生活在一起的政治制度跟生活方式，公民群體參與公共事務。

### 兩岸關係
民眾黨自詡為本土派政黨，且調適與傳承台灣本土文化與中華文化。認同九六共識，以主權國家的人民決定自己的國家元首。在兩岸關係主張「台灣自主、兩岸和平」，與對岸互動以五個互相及「可以合作的時候合作，須要競爭的時候競爭，必須對抗的時候還是要對抗。」為原則，維持台灣現有狀態的民主、自由政治制度與生活方式。美國台籍政治學者葉耀元認為民眾黨屬於大帐篷政黨，在碰觸各種議題時又採用不同聲音與觀點。

### 政黨印象與重要性
美國政治社會學者戴雅門認為，2024年總統選舉民眾黨候選人柯文哲獲得23.79%的得票率，意味著台灣面臨政黨重新洗牌。部分媒體認為，「柯文哲形象（詳見柯文哲市府）」符合蔣經國時代技術官僚群體所代表「利益無涉」的政治想像。部分媒體認為，一般民眾對柯文哲認知的平均值、乃至於柯文哲平時的政策發言，在兩岸政策或其他政策上大多都是在藍綠兩黨中間，也因此給了第三黨崛起並訴諸打倒建制派泛綠泛藍的機會。國立臺灣師範大學政治學研究所教授曲兆祥認為「傳統的意識形態的對立，傳統的一些價值的爭吵，可能已經逐漸逐漸要成為過去。」。

### 個人與民眾
不過，美國學者戴雅門與夏明認為，民眾黨還不是成熟的政黨，不能單靠具有個人魅力的領袖來續存。這也反映在2024立委選舉區域立委席次（蔡壁如、李有宜、邱臣遠、賴香伶、陳琬惠等等人）抱蛋情況；不分區立委政黨票，部分媒體也認為黃珊珊（親民黨）、黃國昌（前時代力量黨主席）與陳昭姿（前一邊一國行動黨發言人）等人僅協助整合既有游離票跟第三勢力選票，尚未能拉走藍綠更多政黨票。4年後「民眾」能否超越「個人」，將會是民眾黨最大挑戰。

## 政黨文化

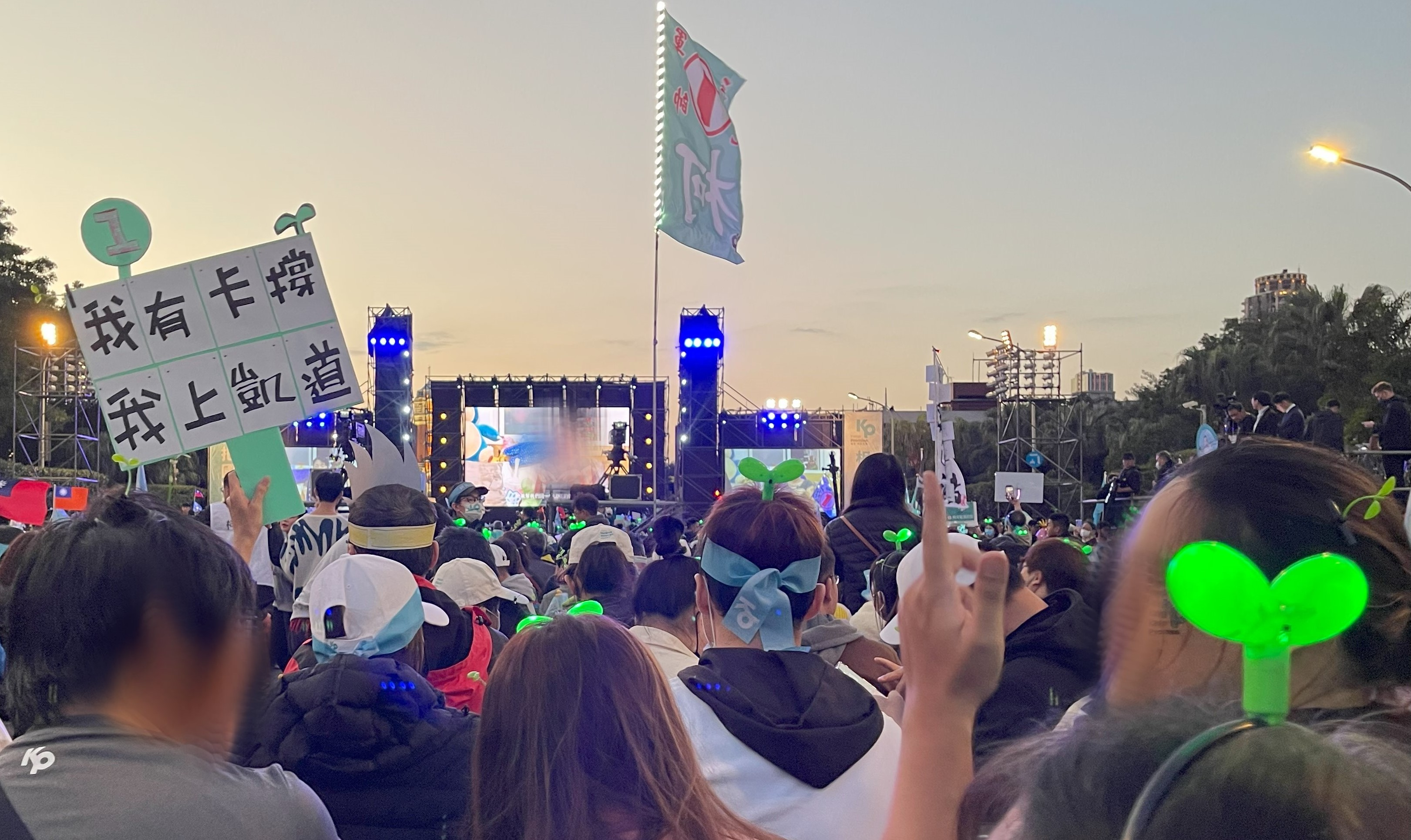
2024年1月12日柯文哲選前之夜，配戴「小草」的民眾黨支持者們。

大社會調查中心公布2024政黨品牌研究結果，其中認為民眾黨具有改革、制衡的正面形象，然而大選期間變卦行為讓民眾感覺善變、混亂。政大教授鄭自隆認為：「民眾黨正面認知多於負面，而負面認知也屬瑣碎，屬成長期品牌」。民進黨籍政治人物林濁水說：「民眾黨最大問題在於混亂，充滿各路人馬，但政黨一定要有共同價值觀和理念，才會政策的延續性」。

### 小草
部分民眾黨支持者以「小草」自稱。民眾黨支持者主要希望成為「疾風勁草」、「傳統政治勢力的夾縫中求生存」。民眾黨對基層培養期望「讓小草變森林」，時常舉辦「青年眾議匯聚論政座談會」，前黨主席柯文哲、秘書長周榆修直接與支持者溝通。此外還有「小草陸戰隊」、「小草聯盟」等支持者組織。

## 選民基礎

2020年立委選舉，民眾黨不分區政黨票分布圖。2024總統票詳見、政黨票詳見。2024資料來源。

民眾黨支持者主要來源是青壯年、高學歷與中間選民，對統獨意識型態的立場比較沒有那麼強烈。在政治獻金案、京華城案後民調滑落，在民調分析上台灣民眾黨支持者之立場也傾向支持中國國民黨，並且不支持民主進步黨。

#### 選民流向
美國中籍自由派學者夏明認為2024年總統選舉柯文哲能吸引到30歲以下年輕人的選票與支持；25%投票給柯文哲的人都反對藍綠，也因為柯文哲個人魅力投票給他。柯文哲在藍綠夾殺中取得26%得票率，是繼2000年無黨籍宋張配獲36.84%之後，歷屆總統選舉非藍綠得票率第二高者。日本學者小笠原欣幸分析，此次民進黨得票率較上次減少約18%，選票可能流向了柯文哲。世新大學教授江岷欽認為「所以這也看得出來年輕人關心自己的未來，那他們把他們的未來跟希望，寄託在柯文哲身上寄託在民眾黨身上」。

#### 選民分析
台灣民調專家張進逸認為，民眾黨的支持者並非淺藍或淺綠，而是一群對政治有更高期待，想要嘗試不同選擇的年輕族群。張進逸認為這些選民對於政黨的認同還未形成，所以當柯文哲讓他們相信，國民兩黨都很爛時，他願意做出「比較不同的選擇」，進而支持民眾黨和柯文哲。而新竹縣市，東海大學教授沈有忠和張進逸都分析，柯文哲本身是新竹人，和新竹有地緣關係。張進逸進一步分析，近年因半導體產業等科技業有大量年輕人遷入，且這群選民的特性是高學歷、高收入、高社經地位，通常會更願意接受新的政黨和政治人物。吳典蓉則認為民眾黨支持者多數是統獨光譜的中間地帶，他們最在乎的是執政者清廉勤政及資源的公平分配。
美國學者戴雅門認為，民眾黨除了個人主義，也具有「民粹」特質，許多投票給柯文哲的年輕選民認為傳統政黨辜負了他們，認為社會需要新的變革。但他認為民眾黨與美國、歐洲極左、極右的民粹政黨不同，民眾黨屬於介於兩者之間的中間派民粹主義。柯文哲雖然對兩黨與內政多有批評，但因他並未煽動種族歧視、或者極端民族主義去攻擊移民，戴雅門不認為柯文哲是「反民主」的政治人物。

#### 未來走向
吳典蓉也認為民眾黨選民不會成為反體制或反民主的民粹力量，但也因此難有意識形態的鐵桿支持者，只要兩大黨開始走向改革之路，就有可能爭取到民眾黨的支持者。部分媒體也認為，面對三黨不過半的國會時，民進黨與國民黨可能需要透過兩岸政策以外的國內議題（社會福利等）或是媒體輿論來進一步夾殺民眾黨爭取游離選票；或是刻意矮化打壓，因為只要選制不變，時間就站在既成勢力的兩大黨，選個幾次民眾黨就自動泡沫化。而處於成長期的民眾黨也需要建立起明確的制度、成功地向當初支持它的選民實現承諾，才能夠讓這些選民成為未來穩定的核心支持者。

## 黨際互動

### 互動原則
民眾黨主張政黨和解，超越藍綠意識形態惡鬥。理性監督執政者改善施政，務實國會認真問政與地方服務的工作，且政治理念需與民意結合，「心存善念，盡力而為」，達到台灣整體利益及民眾最大福祉。民眾黨與其他政黨合作模式，主要看政策議題，從不同的議題來決定跟誰合作。吳欣盈提到柯文哲強調：「民眾黨必須要走出自己的一條路」。
民眾黨團主張跟各黨團保持良好互動，且「就事論事，該合作的時候，當然可以合作」。2024年4月表示民眾黨團端視民進黨團、國民黨團提出法案內容而參與討論及表決，或因程序問題不參與表決。2024年5月23日，改變策略為先提出法案及政策主張，再看藍綠誰要跟，盼藉此建立民眾黨主體性和主動性。

### 樞紐地位
2024年總統選舉及立委選舉後，柯文哲與民眾黨在選民偏好順序組態的基礎上，居於樞紐地位。如果有一位候選人能在配對 PK 時擊敗所有的其他候選人可被稱為孔多塞贏家。美國學者夏明認為，民眾黨8個不分區立委，未來4年在立法院可扮演關鍵角色，但觀察許多民主國家就能發現，兩大黨輪流執政的狀況很普遍，因此民眾黨要能夠更長遠生存，就得尋求政黨合作如藍白合作或綠白合作。

### 實際互動過程
早在2020年立委選舉後，民眾黨團立委蔡壁如與總召賴香伶就尋求組成「在野大聯盟」，但沒有成功。國民黨團總召曾銘宗持開放態度，但應先從議題合作開始，建立信任再研究是否組盟。時力黨團總召邱顯智質疑與國民黨聯盟的空間，也不清楚民眾黨立場，就事論事即可。無黨籍立委林昶佐批評民眾黨沒有清楚的國家理念，不同意合作。
2024年立委選舉後，民眾黨團總召黃國昌表示，法案推動很重要，期望民眾黨團和國民黨團有機會合作。2024年2月底，柯文哲率民眾黨團三長黃國昌、黃珊珊與幹事長吳春城與國民黨團總召傅崐萁、書記長洪孟楷、首席副書記長林思銘等三長達成合作，其中黃珊珊與洪孟楷建立直接溝通管道。3月中，即將卸任的民進黨籍總統蔡英文邀請柯文哲到總統府會晤，希望就一些法案與民眾黨合作，但5月上任的民進黨籍總統賴清德仍然沒有派人來接觸，而民進黨團自2月以來持對立態度。
4月至5月，立法院發生多次爭議與表決大戰，國眾兩黨與民進黨更在國會改革五法表決有更大衝突，5月28日三讀通過國會改革五法。
2025年4月，檢調偵辦罷免幽靈連署案，大規模搜索國民黨地方黨部，約談罷免民進黨立委團體，多名幹部羈押禁見。4月22日國民黨主席朱立倫與黃國昌舉辦在野領袖峰會，聚焦在「美國關稅戰對台灣之衝擊影響」、「司法正義與民主之捍衛」及「把民主還給台灣」（反獨裁），團結在野力量。
2025年7月26日，大罷免第一批次投票藍白全部否決。27日，陳昭姿提出綠白合3條件。28日黃國昌說明只要是福國利民法案，樂於朝野各政黨合作。

## 組織架構
台灣民眾黨起初為柔性政黨，允許雙重黨籍，後改為黨務主管不得擁有雙重黨籍。組織架構朝向去中心化、扁平化、E化發展，以網路建構組織。

### 中央黨部

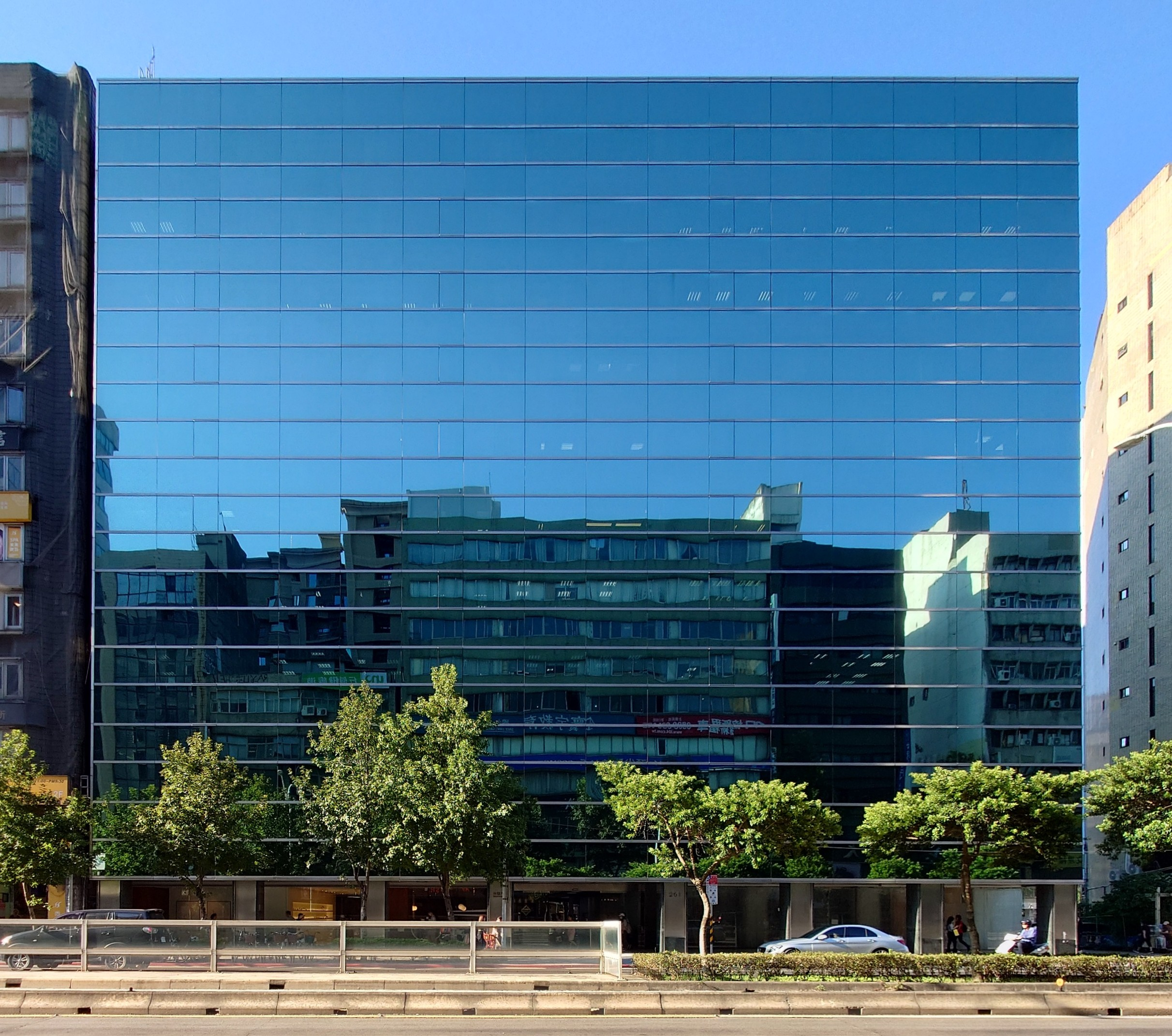
民眾黨中央黨部現址位於台北市松山區南京東路的台玻大樓，為該大樓也是台灣玻璃工業總部

依據黨章規定，民眾黨中央黨部（主事務所）設於臺北市。黨務組織體系以黨員代表大會為最高權力機關。中央委員會、中央評議委員會則為其下屬的常設執行機關，由中央委員會管理其餘下屬黨務部門。
組織架構圖
|             |             |             |             |             |             |  |  |                 |                 |                 |                 |                 |                 |  |  | 黨員代表 大會 |             |             |             |             |             |  |  |             |             |             |             |             |             |  |  |               |               |               |               |               |               |  |  |  |  |  |  |  |  |  |  |  |  |  |  |  |  |  |  |  |  |  |  |  |  |  |  |  |  |
|             |             |             |             |             |             |  |  |                 |                 |                 |                 |                 |                 |  |  |               |             |             |             |             |             |  |  |             |             |             |             |             |             |  |  |               |               |               |               |               |               |  |  |  |  |  |  |  |  |  |  |  |  |  |  |  |  |  |  |  |  |  |  |  |  |  |  |  |  |
|             |             |             |             |             |             |  |  |                 |                 |                 |                 |                 |                 |  |  |               |             |             |             |             |             |  |  |             |             |             |             |             |             |  |  |               |               |               |               |               |               |  |  |  |  |  |  |  |  |  |  |  |  |  |  |  |  |  |  |  |  |  |  |  |  |  |  |  |  |
|             |             |             |             |             |             |  |  | 中央評議 委員會 | 中央評議 委員會 | 中央評議 委員會 | 中央評議 委員會 | 中央評議 委員會 | 中央評議 委員會 |  |  | 主席          | 主席        | 主席        | 主席        | 主席        | 主席        |  |  | 中央 委員會 | 中央 委員會 | 中央 委員會 | 中央 委員會 | 中央 委員會 | 中央 委員會 |  |  |               |               |               |               |               |               |  |  |  |  |  |  |  |  |  |  |  |  |  |  |  |  |  |  |  |  |  |  |  |  |  |  |  |  |
|             |             |             |             |             |             |  |  | 中央評議 委員會 | 中央評議 委員會 | 中央評議 委員會 | 中央評議 委員會 | 中央評議 委員會 | 中央評議 委員會 |  |  | 主席          | 主席        | 主席        | 主席        | 主席        | 主席        |  |  | 中央 委員會 | 中央 委員會 | 中央 委員會 | 中央 委員會 | 中央 委員會 | 中央 委員會 |  |  |               |               |               |               |               |               |  |  |  |  |  |  |  |  |  |  |  |  |  |  |  |  |  |  |  |  |  |  |  |  |  |  |  |  |
|             |             |             |             |             |             |  |  |                 |                 |                 |                 |                 |                 |  |  | 秘書長        |             |             |             |             |             |  |  |             |             |             |             |             |             |  |  |               |               |               |               |               |               |  |  |  |  |  |  |  |  |  |  |  |  |  |  |  |  |  |  |  |  |  |  |  |  |  |  |  |  |
|             |             |             |             |             |             |  |  |                 |                 |                 |                 |                 |                 |  |  |               |             |             |             |             |             |  |  |             |             |             |             |             |             |  |  |               |               |               |               |               |               |  |  |  |  |  |  |  |  |  |  |  |  |  |  |  |  |  |  |  |  |  |  |  |  |  |  |  |  |
|             |             |             |             |             |             |  |  |                 |                 |                 |                 |                 |                 |  |  | 副秘書長      |             |             |             |             |             |  |  |             |             |             |             |             |             |  |  |               |               |               |               |               |               |  |  |  |  |  |  |  |  |  |  |  |  |  |  |  |  |  |  |  |  |  |  |  |  |  |  |  |  |
|             |             |             |             |             |             |  |  |                 |                 |                 |                 |                 |                 |  |  |               |             |             |             |             |             |  |  |             |             |             |             |             |             |  |  |               |               |               |               |               |               |  |  |  |  |  |  |  |  |  |  |  |  |  |  |  |  |  |  |  |  |  |  |  |  |  |  |  |  |
|             |             |             |             |             |             |  |  |                 |                 |                 |                 |                 |                 |  |  |               |             |             |             |             |             |  |  |             |             |             |             |             |             |  |  |               |               |               |               |               |               |  |  |  |  |  |  |  |  |  |  |  |  |  |  |  |  |  |  |  |  |  |  |  |  |  |  |  |  |
| 秘書 行政部 | 秘書 行政部 | 秘書 行政部 | 秘書 行政部 | 秘書 行政部 | 秘書 行政部 |  |  | 組織 發展部     | 組織 發展部     | 組織 發展部     | 組織 發展部     | 組織 發展部     | 組織 發展部     |  |  | 社會 發展部   | 社會 發展部 | 社會 發展部 | 社會 發展部 | 社會 發展部 | 社會 發展部 |  |  | 青年部      | 青年部      | 青年部      | 青年部      | 青年部      | 青年部      |  |  |               |               |               |               |               |               |  |  |  |  |  |  |  |  |  |  |  |  |  |  |  |  |  |  |  |  |  |  |  |  |  |  |  |  |
| 秘書 行政部 | 秘書 行政部 | 秘書 行政部 | 秘書 行政部 | 秘書 行政部 | 秘書 行政部 |  |  | 組織 發展部     | 組織 發展部     | 組織 發展部     | 組織 發展部     | 組織 發展部     | 組織 發展部     |  |  | 社會 發展部   | 社會 發展部 | 社會 發展部 | 社會 發展部 | 社會 發展部 | 社會 發展部 |  |  | 青年部      | 青年部      | 青年部      | 青年部      | 青年部      | 青年部      |  |  |               |               |               |               |               |               |  |  |  |  |  |  |  |  |  |  |  |  |  |  |  |  |  |  |  |  |  |  |  |  |  |  |  |  |
|             |             |             |             |             |             |  |  |                 |                 |                 |                 |                 |                 |  |  |               |             |             |             |             |             |  |  |             |             |             |             |             |             |  |  |               |               |               |               |               |               |  |  |  |  |  |  |  |  |  |  |  |  |  |  |  |  |  |  |  |  |  |  |  |  |  |  |  |  |
| 文宣部      | 文宣部      | 文宣部      | 文宣部      | 文宣部      | 文宣部      |  |  | 新聞 輿情部     | 新聞 輿情部     | 新聞 輿情部     | 新聞 輿情部     | 新聞 輿情部     | 新聞 輿情部     |  |  | 國際 事務部   | 國際 事務部 | 國際 事務部 | 國際 事務部 | 國際 事務部 | 國際 事務部 |  |  | 政策會      | 政策會      | 政策會      | 政策會      | 政策會      | 政策會      |  |  | 國家治理 學院 | 國家治理 學院 | 國家治理 學院 | 國家治理 學院 | 國家治理 學院 | 國家治理 學院 |  |  |  |  |  |  |  |  |  |  |  |  |  |  |  |  |  |  |  |  |  |  |  |  |  |  |  |  |

黨員代表大會
黨員代表大會為黨內最高權力機關，每年至少召開一次， 必要時由黨主席或黨員代表連署召開臨時會。
職權包含章程訂定及修正、重大人事選舉（主席由黨員直選，部分黨務主管由主席任命）、政黨之合併解散、年度決算與黨務報告等。
黨主席
黨主席一人對外代表民眾黨，由黨員直接投票產生，具有秘書長、副秘書長及黨部部門主管的人事任命權。
中央委員會
中央委員會為黨員代表大會的執行機關，每季至少召開一次。 由當然委員、指定委員（由主席指定）和票選委員組成。
職權包含執行黨務、研擬章程修正案、研訂該政黨各項法規、年度預算，以及通過地方黨部人事、公職候選人提名。
中央評議委員會
中央評議委員會為黨員代表大會的執行機關，每季至少召開一次，由黨員代表大會推舉委員產生。職權包含解釋章程、審議入黨申請、調查黨員違紀行為與裁決處分，黨員及外部人士可透過獨立管道申訴，由中評會審議與裁決。
秘書行政部
總管行政業務
組織發展部
- 管轄各直屬委員會與地方黨部及組織
- 直屬委員會清單[216]：
  - 婦女委員會
  - 陸籍新住民委員會
  - 外籍新住民委員會
  - 原住民族委員會
  - 客家發展委員會
  - 交通事務委員會
  - 創新創業委員會
  - 世界台商事務委員會
  - 大陸台商事務委員會
  - 大陸事務委員會
  - 法律及危機應對委員會

除此之外，中央委員會還下轄社會發展部、青年部、文宣創意部、新聞輿情部、國際事務部、政策會、國家治理學院等部門。
中央黨部主任委員
| 職位           | 姓名                                                                   |
| -------------- | ---------------------------------------------------------------------- |
| 主席           | 黃國昌                                                                 |
| 秘書長         | 周榆修                                                                 |
| 副秘書長       | 許甫 黃成峻、謝泊泓（代理）                                            |
| 中央委員會     |                                                                        |
| 當然委員       | 黃國昌、張啟楷、陳昭姿、邱臣遠、張志豪                                 |
| 指定委員       | 林富男、許瑞宏                                                         |
| 票選委員       | 林昭印、許正憲、陳世軒、江和樹、蔡壁如、李彥慶、黃瀞瑩、葉國文、張凱鈞 |
| 中央評議委員會 |                                                                        |
| 主任委員       | 李偉華                                                                 |
| 副主任委員     | 林韋銘、陳宥丞、詹喬茵                                                 |
| 委員           | 簡幸甫、廖志、劉家榮                                                   |
| 黨務主管       |                                                                        |
| 秘書行政部     | 主任：阮庭蓁 副主任：蔡君婷                                            |
| 組織發展部     | 主任：黃成峻 副主任：吳士廉、李嘉雯                                    |
| 社會發展部     | 主任：張清俊 副主任：曾鼎文、林志學                                    |
| 青年部         | 主任：劉昱鴻                                                           |
| 文宣部         | 主任：李頂立 副主任：葉郁慧                                            |
| 新聞輿情部     | 主任：吳怡萱                                                           |
| 國際事務部     | 主任：林子宇 副主任：廖偉宏                                            |
| 民調中心部     | 主任：謝泊泓                                                           |
| 政策會         | 執行長：賴香伶                                                         |
| 國家治理學院   | 主任：翟本喬                                                           |

### 地方黨部
地方黨部主任委員
| 職務                 | 姓名           | 備註                                      |
| -------------------- | -------------- | ----------------------------------------- |
| 臺北市黨部主任委員   | 周榆修（代理） | 前任臺北市政府社會局局長 現任民眾黨秘書長 |
| 新北市黨部主任委員   | 周台竹         | 前任民眾黨秘書長                          |
| 桃園市黨部主任委員   | 高宇彥         |                                           |
| 臺中市黨部主任委員   | 陳清龍         | 現任台中市議員                            |
| 臺南市黨部主任委員   | 顏耀星         | 前任國大代表                              |
| 高雄市黨部主任委員   | 劉家榮         | 現任民眾黨中央評議委員會委員              |
| 基隆市黨部主任委員   | 楊恕人         | 現任民眾黨黨代表                          |
| 新竹縣市黨部主任委員 | 邱臣遠         | 現任新竹市代理市長                        |
| 苗栗縣黨部主任委員   | 賴香伶         | 前任立法委員 現任民眾黨政策會執行長       |
| 彰化縣黨部主任委員   | 溫宗諭         | 現任彰化縣總工會秘書長                    |
| 南投縣黨部主任委員   | 麥玉珍         | 現任立法委員                              |
| 雲林縣黨部主任委員   | 林淑芬         | 前任雲林縣議員                            |
| 嘉義縣市黨部主任委員 | 張啓楷         | 現任立法委員                              |
| 屏東縣黨部主任委員   | 林育先         |                                           |
| 宜蘭縣黨部主任委員   | 陳琬惠         | 前任立法委員                              |
| 花蓮縣黨部主任委員   | 張天民         |                                           |
| 臺東縣黨部主任委員   | 謝嘉銘         | 現任台東縣室內裝修商業同業公會監事        |
| 澎湖縣黨部主任委員   | 蕭越           |                                           |
| 金門縣黨部主任委員   | 吳嘉獎         | 現任金門縣觀光協會理事長                  |
| 連江縣黨部服務處主任 | 簡俊德         | 現任民眾黨黨代表                          |

## 財務狀況
民眾黨的會計年度採曆年制，會計基礎採權責發生制，其他財務事項均依政黨法及相關法令規定辦理。
- 主要收入有：
  - 黨費，創黨初期不收黨費[19]，創黨兩年後改為常年黨費為新台幣500元，而一次繳納一萬元者，即為終身黨員[222]。
  - 依法收受之政治獻金與小額捐款，例如2024年立委選戰小額募款500萬計畫[223]。
  - 政黨補助金，以中選會最後公布2024大選結果而定，臺灣民眾黨獲3,040,615票，每年可獲得約為1億5,201萬元補助。
  - 政黨為宣揚理念或從事活動宣傳所為之出版品、宣傳品銷售或其權利授與、讓與所得之收入。例如透過木可好店出售潮流服飾、小物如筆記本毛巾、精品錶、莊園咖啡等商品[224]，相關夥伴商店協助募款[225]。
  - 募款分擔金：黨職、公職人員年度職務分擔金，即募款責任額[226][227]。例如：縣市長負責50萬、票選中央委員負責50萬、不分區立委負責120萬、黨主席負責150萬[228]。該年度3月31日前須繳清，未繳齊者按規定處置停權[229]。
- 主要支出有：
  - 黨務支出、黨工薪資與捐贈推薦之公職候選人競選費用。

## 媒體
《民眾之聲》是為了2020年中華民國立法委員選舉，而於2019年成立的YouTube頻道。當時民眾黨剛剛成立，其立委候選人多為政治素人，普遍不被看好，聲量並不高，較少被邀請到被邀約上政論節目。柯文哲由時任文宣部主任柯昱安經營此平台，每周一到五晚上進行直播，黨內區域立委參選人輪番上節目。另有Podcast頻道《大眾臉》。
柯文哲在網路平台的橫軸上推出「網紅聯播」的合作模式，串連多個YouTube頻道一起聯播柯文哲的廟口開講或記者會等競選活動。然而部分挺柯自媒體頻道如《我家阿北啦TV》、《柯粉俱樂部》等被YouTube移除，《我家阿北啦TV》最終重新設立。
民眾黨一些政治人士如黃國昌、黃珊珊、黃瀞瑩、吳怡萱等人也經營YouTube頻道與友善民眾黨的YouTuber們維持民眾黨聲量，其中柯文哲的個人YouTube頻道訂閱率已達114萬。而2024年總統選舉期間，柯文哲建立《KPTV》於柯文哲的個人YouTube。2024年4月10日成立《柯P揪時在》節目。

## 現任公職人員

### 中央公職人員

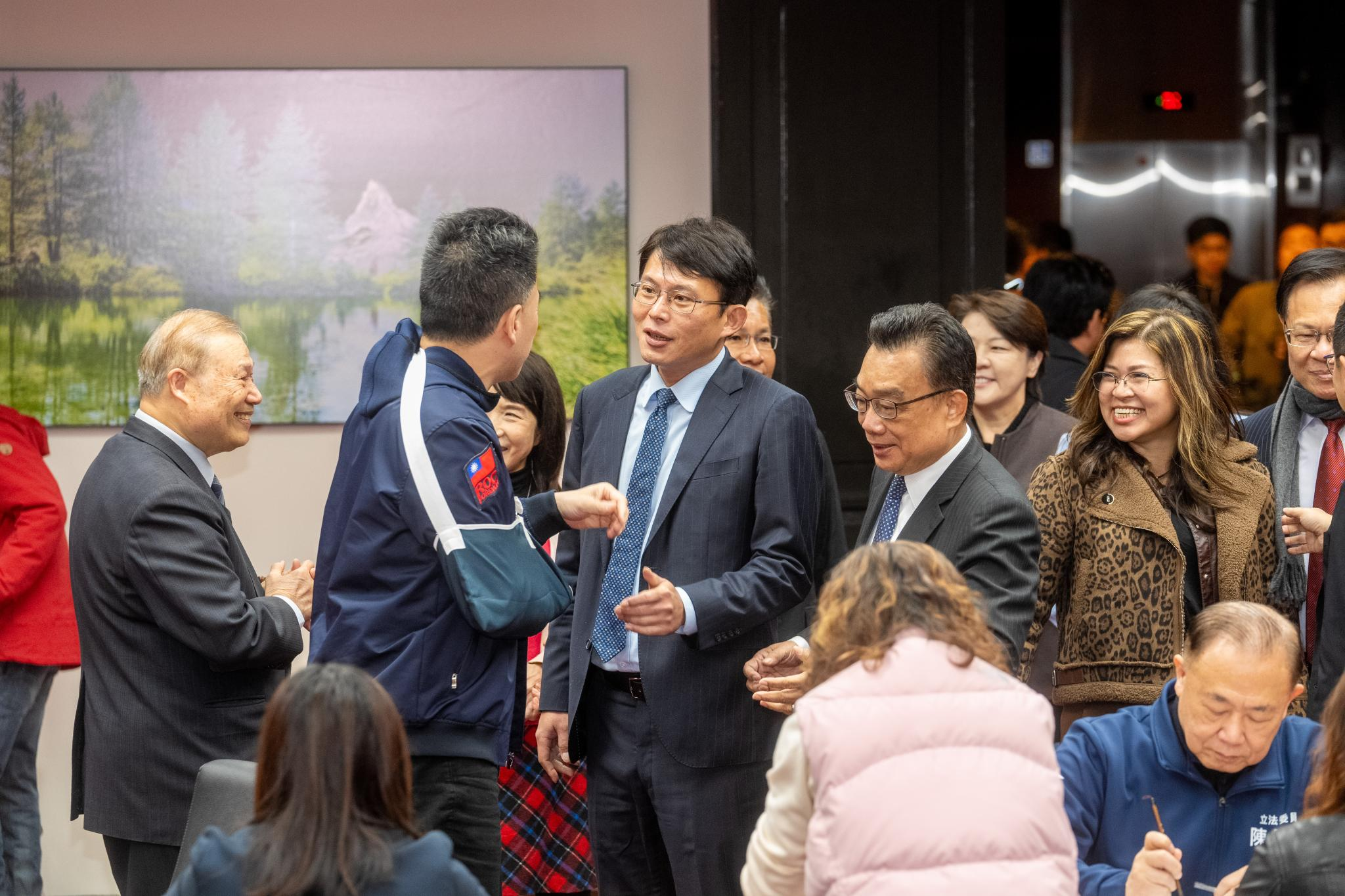
2025年2月3日立法院第11屆第3會期委員集中報到，中間為立院黨團總召黃國昌。

2024年中華民國立法委員選舉後，台灣民眾黨團成為立法院關鍵少數。且不分區立委有兩年條款，任期到後請辭由後續不分區名單遞補，8名不分區立委都有簽署2年任期切結書。
| 立法院立法委員 |      |        |                                          |                          |                          |
| 黨團職務       | 肖像 | 姓名   | 選區                                     | 立法院常設委員會         | 責任區                   |
| 總召集人       |      | 黃國昌 | 全國不分區及 僑居國外國民 立法委員選舉區 | 司法及法制委員會         | 新北市、宜蘭縣           |
| 副總召集人     |      | 張啓楷 | 全國不分區及 僑居國外國民 立法委員選舉區 | 經濟委員會               | 嘉義縣市、彰化縣、雲林縣 |
| 幹事長         |      | 陳昭姿 | 全國不分區及 僑居國外國民 立法委員選舉區 | 社會福利及衛生環境委員會 | 新竹縣市、苗栗縣         |
| 成員           |      | 黃珊珊 | 全國不分區及 僑居國外國民 立法委員選舉區 | 財政委員會               | 臺北市、基隆市           |
| 成員           |      | 麥玉珍 | 全國不分區及 僑居國外國民 立法委員選舉區 | 內政委員會               | 臺中市、南投縣           |
| 成員           |      | 林國成 | 全國不分區及 僑居國外國民 立法委員選舉區 | 交通委員會               | 臺南市、高雄市、屏東縣   |
| 成員           |      | 林憶君 | 全國不分區及 僑居國外國民 立法委員選舉區 | 外交及國防委員會         | 花蓮縣、臺東縣、金門縣   |
| 成員           |      | 劉書彬 | 全國不分區及 僑居國外國民 立法委員選舉區 | 教育及文化委員會         | 桃園市、澎湖縣、連江縣   |

### 地方公職人員
2022年中華民國地方公職人員選舉後，台灣民眾黨共有新竹市高虹安及金門縣陳福海（原無黨籍身分）兩人當選地方首長。 

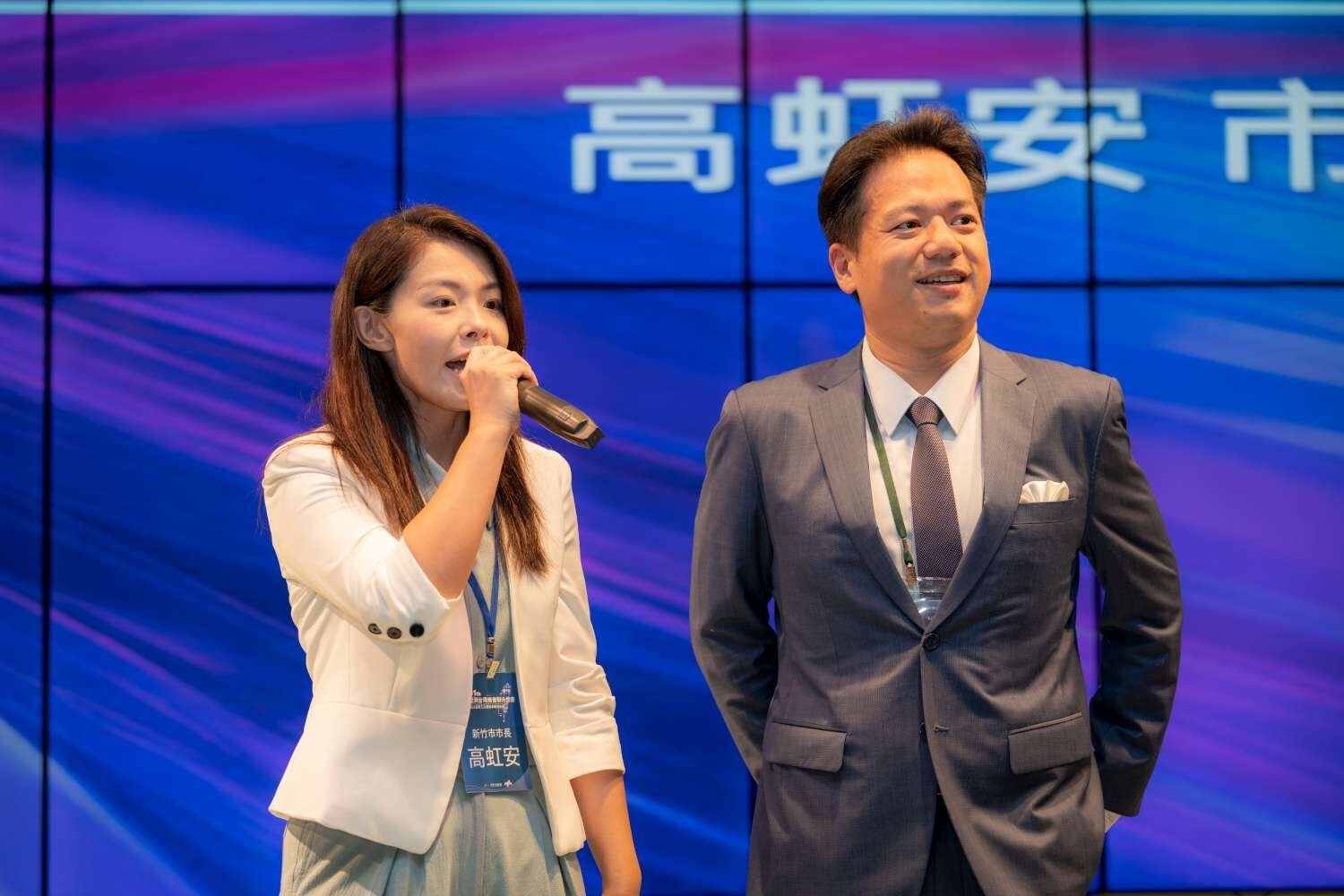
2024年7月15日參與亞洲台灣商會聯合總會的新竹市市長高虹安與副市長邱臣遠（現為代理市長）。

縣市議員部分，陸續成立黨政團，或是參與其他黨政團：
- 組成臺北市民眾黨黨團（4席）、新竹市新聯線聯盟政團（2席+3席無黨籍+2席國民黨籍）[244]
- 新北市議員（1席）參加新北市無黨團結聯盟黨團[245]。
- 臺中市議員（2席）分屬無黨聯盟次團（1席+2席無黨籍）與超黨派次團（1席+2席無黨籍）[246]。

| 縣（市）長             |      |        |                                              |
| 職稱                   | 肖像 | 姓名   | 備註                                         |
| 新竹市代理市長暨副市長 |      | 邱臣遠 | 原市長高虹安因故遭到停職處分，由副市長暫代。 |
| 金門縣縣長             |      | 陳福海 |                                              |

| 副縣（市）長               |      |        |      |
| 職稱                       | 肖像 | 姓名   | 備註 |
| 基隆市副市長               |      | 邱佩琳 |      |
| 縣（市）政府局處長         |      |        |      |
| 職稱                       | 肖像 | 姓名   | 備註 |
| 新竹市政府民政處處長       |      | 施淑婷 |      |
| 新竹市政府勞工及青年處處長 |      | 吳達偉 |      |
| 縣（市）政府發言人         |      |        |      |
| 職稱                       | 肖像 | 姓名   | 備註 |
| 新竹市政府發言人           |      | 楊寶楨 |      |

| 直轄市議員   |        |      |              |                            |
| 直轄市       | 姓名   | 肖像 | 選區         | 備註                       |
| 臺北市       | 黃瀞瑩 |      | 第一選舉區   | 臺北市議會台灣民眾黨黨團   |
| 臺北市       | 陳宥丞 |      | 第二選舉區   | 臺北市議會台灣民眾黨黨團   |
| 臺北市       | 林珍羽 |      | 第四選舉區   | 臺北市議會台灣民眾黨黨團   |
| 臺北市       | 張志豪 |      | 第六選舉區   | 臺北市議會台灣民眾黨黨團   |
| 新北市       | 陳世軒 |      | 第三選舉區   | 新北市議會無黨團結聯盟黨團 |
| 臺中市       | 陳清龍 |      | 第四選舉區   | 臺中市議會超黨派次團       |
| 臺中市       | 江和樹 |      | 第十三選舉區 | 臺中市議會無黨聯盟次團     |
| 縣（市）議員 |        |      |              |                            |
| 縣市         | 姓名   | 肖像 | 選區         | 備註                       |
| 新竹縣       | 林碩彥 |      | 第一選舉區   |                            |
| 新竹市       | 宋品瑩 |      | 第一選舉區   | 新竹市議會新聯線聯盟政團   |
| 新竹市       | 李國璋 |      | 第一選舉區   | 新竹市議會新聯線聯盟政團   |
| 彰化縣       | 吳韋達 |      | 第一選舉區   |                            |
| 彰化縣       | 張雪如 |      | 第四選舉區   |                            |
| 雲林縣       | 陳乙辰 |      | 第三選舉區   |                            |
| 南投縣       | 簡千翔 |      | 第一選舉區   |                            |
| 花蓮縣       | 傅國淵 |      | 第一選舉區   |                            |
| 臺東縣       | 陳宏宗 |      | 第四選舉區   |                            |

| 鄉（鎮、市）民代表 |        |                              |
| 縣市               | 姓名   | 選區                         |
| 新竹縣             | 鍾嘉祐 | 寶山鄉民代表會（第一選舉區） |
| 新竹縣             | 游雅婷 | 竹北市民代表會（第二選舉區） |
| 新竹縣             | 吳俊民 | 竹東鎮民代表會（第四選舉區） |
| 苗栗縣             | 繆宗翰 | 通霄鎮民代表會（第一選舉區） |
| 苗栗縣             | 古子峯 | 三義鄉民代表會（第二選舉區） |
| 彰化縣             | 黃怡雯 | 福興鄉民代表會（第三選舉區） |
| 彰化縣             | 張勝彬 | 田尾鄉民代表會（第四選舉區） |
| 彰化縣             | 劉美蘭 | 田尾鄉民代表會（第一選舉區） |
| 彰化縣             | 邱湧錩 | 社頭鄉民代表會（第一選舉區） |
| 南投縣             | 林瑞祥 | 仁愛鄉民代表會（第四選舉區） |
| 屏東縣             | 林耀宗 | 潮州鎮民代表會（第一選舉區） |
| 宜蘭縣             | 莊漢銘 | 礁溪鄉民代表會（第一選舉區） |
| 花蓮縣             | 楊靖妍 | 吉安鄉民代表會（第三選舉區） |
| 花蓮縣             | 許願神 | 花蓮市民代表會（第三選舉區） |
| 花蓮縣             | 蔡翼陽 | 花蓮市民代表會（第一選舉區） |
| 花蓮縣             | 王則元 | 秀林鄉民代表會（第一選舉區） |
| 澎湖縣             | 莊國輝 | 馬公市民代表會（第二選舉區） |

| 村（里）長   |        |        |
| 鄉鎮市區     | 姓名   | 選區   |
| 臺北市中山區 | 吳美瑩 | 正得里 |
| 桃園市平鎮區 | 彭士益 | 福林里 |
| 新竹市北區   | 蔡頴德 | 客雅里 |
| 新竹市香山區 | 蔡志堅 | 樹下里 |
| 新竹市東區   | 黃建廷 | 復興里 |
| 臺中市沙鹿區 | 陳永祥 | 六路里 |
| 臺中市沙鹿區 | 王愷   | 南勢里 |
| 彰化縣彰化市 | 洪英宭 | 成功里 |
| 彰化縣員林市 | 張仕穎 | 三義里 |
| 臺南市東區   | 陳良濱 | 裕農里 |
| 宜蘭縣壯圍鄉 | 葉慶文 | 新南村 |
| 澎湖縣馬公市 | 楊嘉鵬 | 長安里 |

## 參與的主要選舉

### 總統副總統選舉
| 選舉          | 總統候選人 | 副總統候選人 | 得票率 | 得票數      | 當選 |
| ------------- | ---------- | ------------ | ------ | ----------- | ---- |
| 2024年·第16任 | 柯文哲     | 吳欣盈       | 26.46% | 3,690,466票 | 無   |

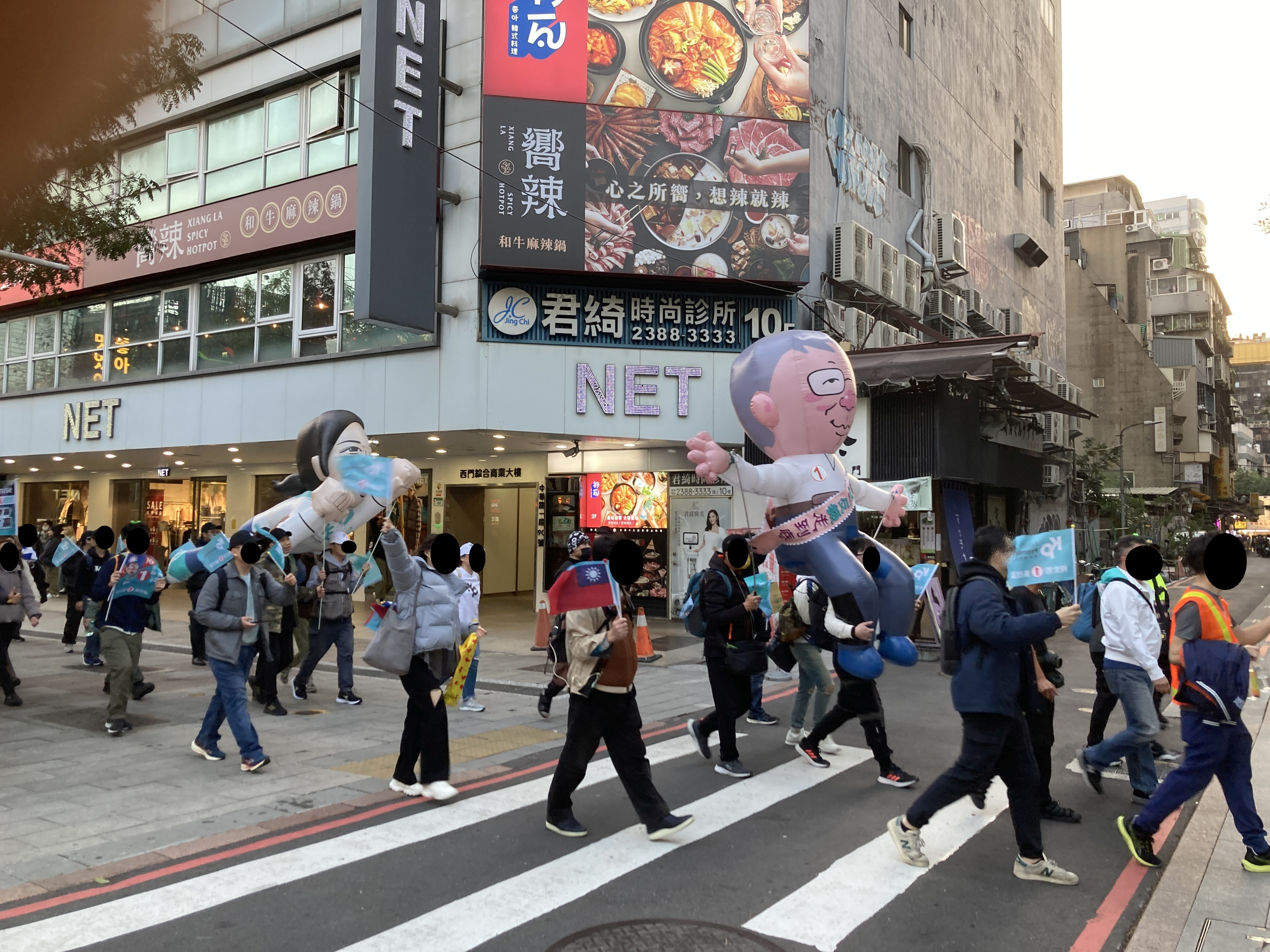
2024年1月11日，「扛阿北守台灣」活動，行經西門綜合商業大樓。

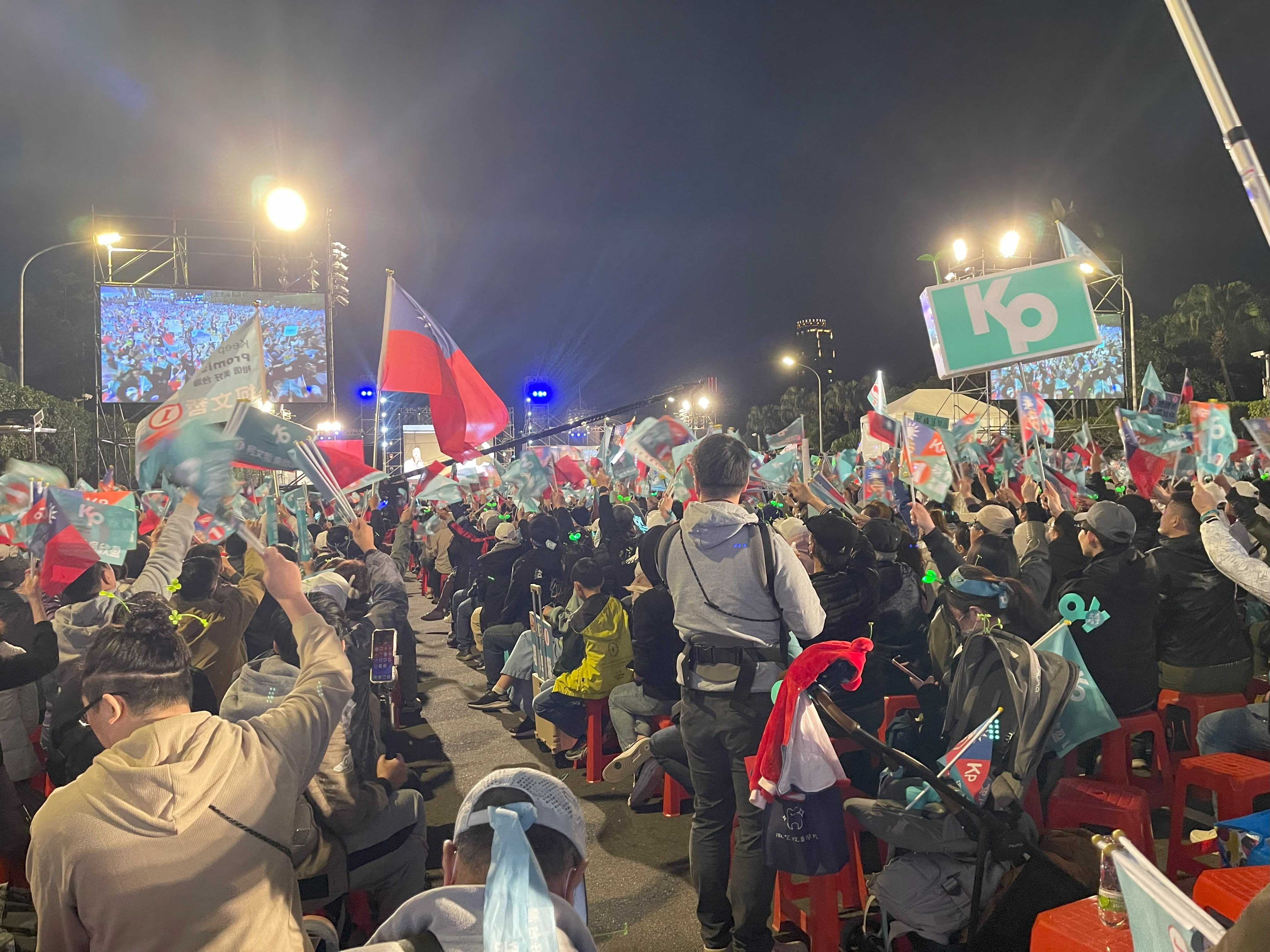
2024年1月12日，民眾黨在凱達格蘭大道舉辦選前之夜造勢大會。

在2024年中華民國總統選舉中，民眾黨推出柯文哲與吳欣盈，主張理性、務實、科學2022年地方公職人員選舉，以臺北市政績強調執行力，提出許多政見如公平正義（例如「居住正義」）、兩岸關係主打「五個互相」「可合作就合作，該競爭就競爭，必須對抗還是要對抗」，以及「司法改革」、「稅制改革」、「主權基金」、「年金與福利改革」、「壯世代計畫」等等政見。柯文哲得到黃國昌、陳之漢及眾多自媒體、YouTuber支持，並以黃珊珊任競選總幹事。為了提升鄉鎮親切度，其支持者舉辦「扛阿北守台灣」活動，台灣南北來回徒步一千公里。藍白合事件後為了排除部分傳統媒體封殺，自製節目KPTV維持宣傳管道，柯文哲YouTube頻道訂閱率也在選前破百萬。參與總統政見發表會與辯論會，最後被評「策略加分，但忽略了一些細節」。
由於主打理念、價值，喊出第一次同時下架藍綠，獲得40歲以下眾多年輕選民支持，選前之夜的凱道造勢更喊出超過30萬人上街力挺。但中年以上的資深選民，投票意向仍朝藍綠靠攏，再加上藍白合事件、選前藍綠策動棄保歸隊及部分傳統媒體強力封殺等種種因素，最後以第三名落選。得票率最高的5個縣市包括新竹縣（35.55%）、新竹市（34.30%）、桃園市（30.61%）、台中市（30.05%）、苗栗縣（30.01%）等，得票數最多的5個縣市為新北市（64萬）、臺中市（51萬）、桃園市（41萬）、臺北市（36萬）及高雄市（35萬）。其支持者大多為中間選民、年輕人或科技業，民調專家張進逸認為：在藍綠陣營比較長的政治經驗中，不如期待而失望，「想要有不同的新選擇，又有較高期待」的龐大年輕族群。然而，如何從網路宣傳吸引年輕選民，進而說服原先支持藍綠的資深選民，這是民眾黨未來最大的挑戰。

### 立法委員選舉
| 選舉   | 議席    | 區域得票  | 得票率 | 山地原住民得票 | 得票率 | 政黨得票    | 得票率 | 變化  | 黨主席 | 類別   |
| ------ | ------- | --------- | ------ | -------------- | ------ | ----------- | ------ | ----- | ------ | ------ |
| 2020年 | 5 / 113 | 264,478票 | 1.91%  | 無             | 無     | 1,588,806票 | 11.22% | ▲ 5席 | 柯文哲 | 在野黨 |
| 2024年 | 8 / 113 | 397,214票 | 2.97%  | 6,143票        | 4.26%  | 3,040,615票 | 22.07% | ▲ 3席 | 柯文哲 | 在野黨 |

在2020年中華民國立法委員選舉中，民眾黨提出28人參與不分區立委選舉。其中包含臺北市政府勞動局局長賴香伶、永齡基金會顧問高虹安、台北市市政顧問蔡壁如等人。其參政主要訴求為修改如囤房稅、實價登錄、槍砲彈藥刀械管制條例、中高齡就業促進法、降低投票年齡門檻至18歲等。民眾黨最終獲得11％的政黨票，拿下5席不分區立委，並超越時代力量成為台灣第三大黨。

第十一屆立法院，呈現三黨不過半局面。

在2024年中華民國立法委員選舉中，區域立委選舉仍然全軍覆沒，其中蔡壁如、李有宜循藍白合參選綠營優勢選區，皆落選，邱臣遠、賴香伶、陳琬惠等等人在藍綠白互咬的激戰選區而落選。而不分區立委民眾黨獲得8位席次，與國民黨52席（加2席無黨籍為54席）、民進黨51席，呈現三黨不過半局面。民調專家張進逸表示，依照民眾黨的特性，不一定會跟國民黨聯合組成泛藍聯合陣營，也很難跟民進黨步調一致。民眾黨黨主席柯文哲主張「不同的議題跟不同的人合作」，講道理而不是搞意識形態。例如在立法院長選舉，民眾黨團黃國昌、黃珊珊、陳昭姿等8位立委當選人即主張新任立法院長需同意4大具體承諾，並且不爭取立法院副院長職位。民眾黨對法案有舉足輕重的影響，甚至國民黨與民進黨可能為了政黨利益產生藍綠合，這是歷屆國會沒有的新局面。

### 地方公職人員選舉
| 選舉   | 直轄市長 | 縣、市長 | 直轄市議員 | 縣（市）議員 | 鄉鎮市區長 | 鄉鎮市區民代表 | 村里長    | 黨主席 |
| ------ | -------- | -------- | ---------- | ------------ | ---------- | -------------- | --------- | ------ |
| 2022年 | 0 / 6    | 2 / 16   | 6 / 380    | 8 / 532      | 0 / 204    | 9 / 2,148      | 3 / 7,744 | 柯文哲 |

在2022年中華民國地方公職人員選舉中，民眾黨提出86名議員候選人，僅有14人當選，除此之外，還有8個選區都是「落選頭」。而直轄市長與縣市長選舉方面，柯文哲的接班人無黨籍台北市長候選人黃珊珊雖獲黃國昌支持，因藍綠歸隊的原因，以第三名落選。新竹市長候選人高虹安獲藍白選民支持而當選。金門縣長陳福海以無黨籍身份當選，再宣布已加入民眾黨。而桃園、宜蘭則是全軍覆沒。
民眾黨雖然在新竹縣市、台北市等地的議員催票率較高，但2022年選情偏冷，總體獲票率遠遠不如國民黨、民進黨兩大傳統政黨。且首次投入地方選舉經驗不足，也沒有基本盤組織，導致一些選區選票未能最大利用。東海大學政治系教授沈有忠認為民眾黨第一次參與地方選舉，其結果還算可以。而台灣大學副教授徐丞志表示，民眾黨在北市議員選舉的得票率是9.24%，遠低於無黨籍台北市長候選人黃珊珊的25.14%。全台灣民眾黨得票率有超過10%的只有新竹市，拿下14席議員，甚至比2018年時代力量的16席還少。
黨主席柯文哲表示民眾黨對地方經營仍需要時間，需要持續深耕地方。在缺乏在地議員支援下，柯文哲在2024總統選舉會走得顛簸。民眾黨在2024年立委選舉要怎麼納盡更多賢才，也是柯文哲重要任務，柯文哲表示：「團結一切可團結的力量」。

## 外部連結
- 官方网站
- 台灣民眾黨的Facebook專頁
- 台灣民眾黨的Instagram帳戶
- 台灣民眾黨的X（前Twitter）
- 台灣民眾黨的Threads
- YouTube上的民眾之聲頻道